# Poggio Mirteto
Poggio Mirteto è un comune italiano di 6 062 abitanti della provincia di Rieti nel Lazio.

## Geografia fisica

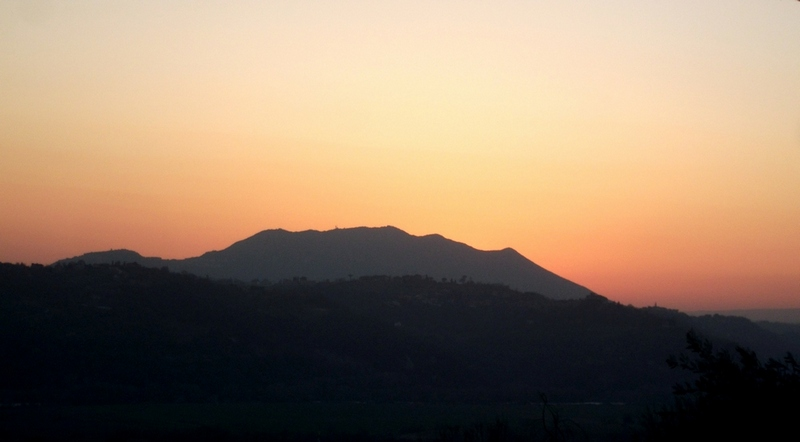
Tramonto da Poggio Mirteto sul Monte Soratte dorsale meso-cenozoica Tiberina.

### Territorio
Poggio Mirteto si trova nella Valle del Tevere, il centro storico sorge a 250 m s.l.m. su un terrazzo fluviale alle falde del Monte S. Cosimo a pochi chilometri dal fiume Tevere. Il comune ha diverse frazioni, l'isola amministrativa di Castel San Pietro, circoscritta dai comuni di Salisano e Montopoli di Sabina e Poggio Mirteto scalo lungo le sponde del Tevere.

## Storia

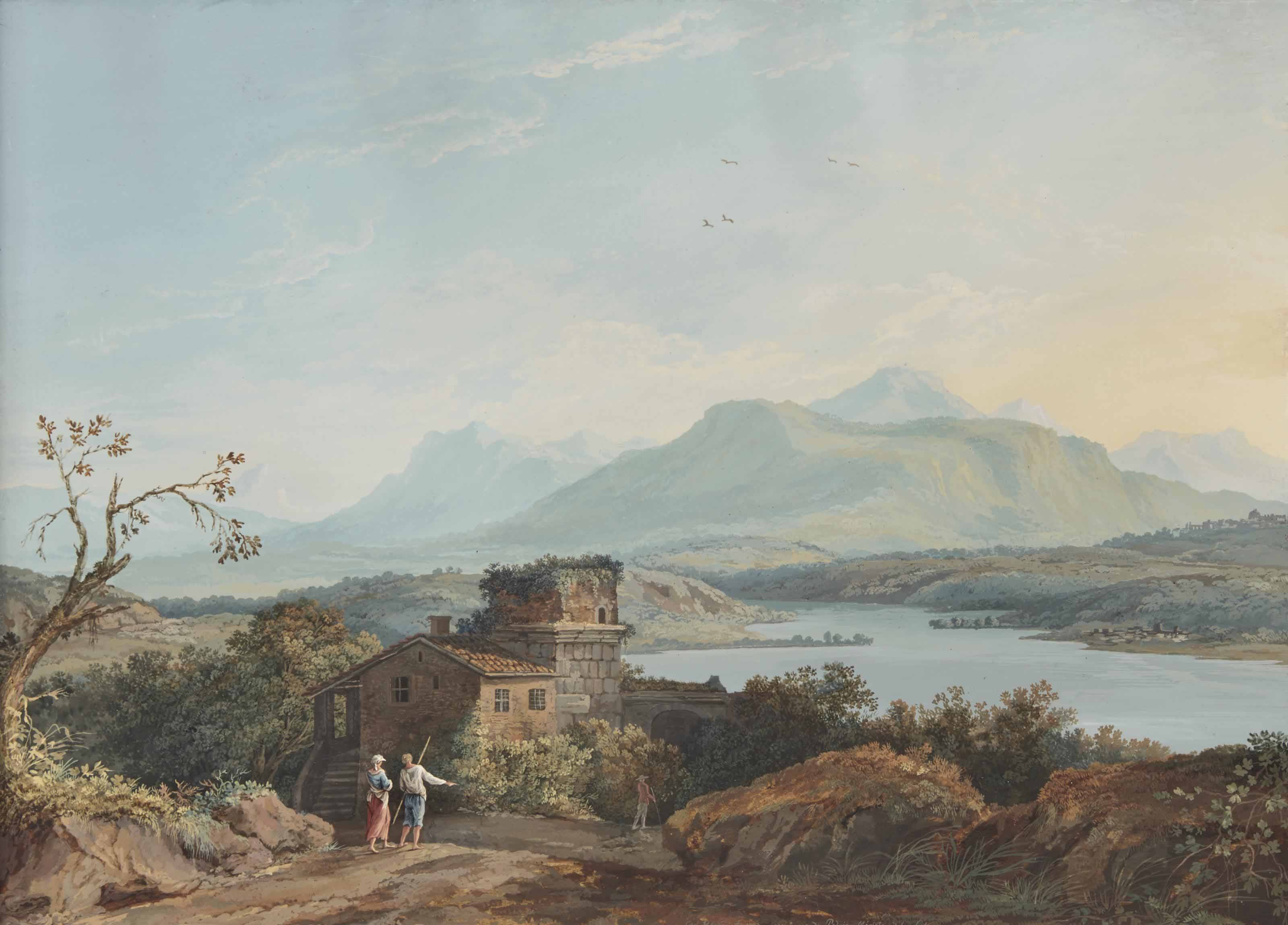
Panorama della Valle del Tevere nei pressi di Poggio Mirteto, da Montorso, 1777.

### Medioevo
Poggio Mirteto (anticamente Podium Myrtetum) venne fondato nella prima metà del Duecento dagli abitanti di alcuni castelli vicini che si riunirono per ragioni difensive. Alcuni degli abitati fondatori sono: Volpignano, Marcigliana, Montorso (che controllava il fiume Tevere) e San Valentino.

### Rinascimento
Già possedimento dell'abbazia di Farfa, nel Cinquecento cadde nelle mani prima dei Farnese e poi di altre famiglie, finché non fu incorporato nello Stato Pontificio.

### Risorgimento
Nell'Ottocento si andò affermando come principale centro economico e culturale della zona e prese parte ai moti per l'unità d'Italia. Gregorio XVI conferì a Poggio Mirteto il titolo di città nel 1837.

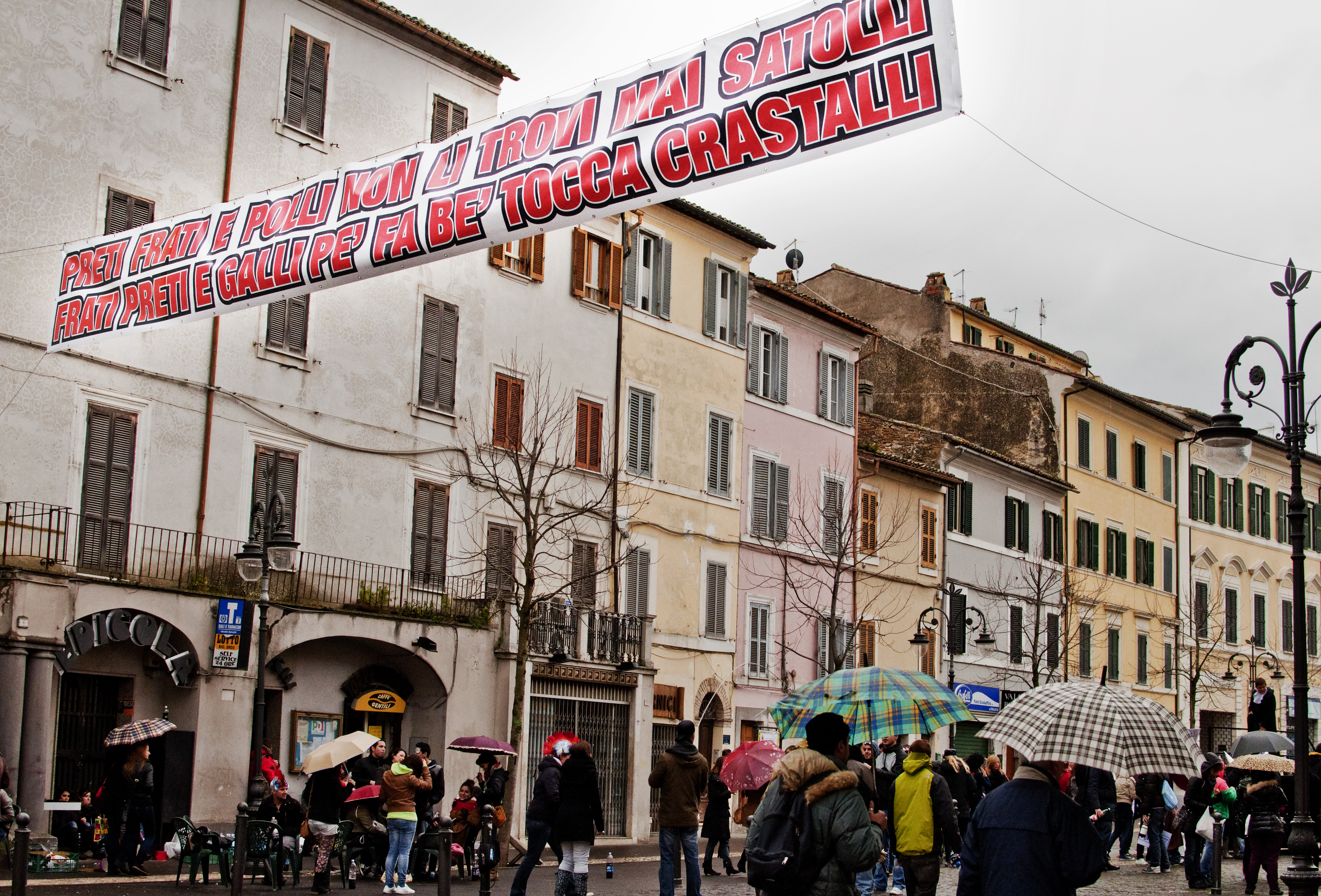
«Preti Ladri e Polli Non So Mai Satolli», da uno striscione del Carnevalone Liberato

Il 24 febbraio 1861, nel cuore dei tumulti italici per l'unificazione nazionale, mentre Poggio Mirteto era ancora sotto la sovranità dello Stato Pontificio, scoppiò una rivolta popolare originata dalla decapitazione di un suddito del Papa Re. I rivoltosi insorsero contro l'autorità pontificia il 27 febbraio 1861: una delegazione degli operai delle vetrerie di Poggio Mirteto si recò a Rieti per chiedere l'annessione al futuro Regno d'Italia, Gioacchino Napoleone Pepoli, Commissario Generale dell'Umbria, propose di premiare la cittadina facendo passare per Poggio Mirteto la tratta ferroviaria Roma-Orte. La popolazione chiese anche che fosse celebrata ogni anno la festività dell'autoliberazione dallo Stato Pontificio, così nacque il Carnevale Liberato, che ancora oggi mantiene lo stesso spirito anticlericale. 
Poggio Mirteto fu capoluogo del suo distretto e mandamento (sia durante l'occupazione francese tra '700 e '800 sia durante l'occupazione pontificia ed anche durante il regno d'italia).
La sua Banda partecipò al seguito di Giuseppe Garibaldi alla sfortunata Campagna dell'Agro romano per la liberazione di Roma del 1867. A memoria e merito di tale partecipazione dal 1967, in occasione delle celebrazioni per il centenario delle battaglie di Monterotondo e Mentana, il complesso fu ufficialmente riconosciuto dall'A.N.V.R.G. come banda comunale di Poggio Mirteto - Nazionale Garibaldina.
Sulla facciata di un edificio del centro storico, una targa ricorda che Anita Garibaldi, moglie di Giuseppe Garibaldi, già gravemente malata, venne ospitata ed accudita presso la famiglia proprietaria dell'edificio stesso.

### Resistenza e lotta di liberazione

Poggio Mirteto nel 1940

Poggio Mirteto fu un baluardo della Resistenza e dell'antifascismo: qui infatti furono numerose le azioni di lotta partigiana di nuclei di ribelli locali, che successivamente si aggregarono alla Brigata Stalin formazione Garibaldi, insieme a diversi partigiani dei GAP Gruppi d'Azione Patriottica, provenienti da Roma tra cui il comunista Giorgio Labo' torturato nelle carceri di via Tasso e fucilato a Forte Bravetta, Adriano Forcella, Clemente Scipioni, Paolo Morettini, Nino Franchellucci commissario politico, il comandante Luigi Forcella, ed altri, soprattutto dai quartieri di Torpignattara e Centocelle. Le azioni di resistenza all'occupazione militare nazifascista successiva all'operazione Achse, iniziarono nella Valle del Tevere lungo la ferrovia Roma-Firenze, con i sabotaggi dei binari ferroviari e dei tralicci della linea elettrica. Emblematico fu il sabotaggio di due treni merci tedeschi e il vicino treno privato di Benito Mussolini, fatto esplodere il 19 settembre 1943 nella stazione di Poggio Mirteto scalo, dai partigani Redento Masci, Eugenio Meneghini e Giorgio Labò, artificiere della polveriera clandestina di via Giulia a Roma, una foto dell'epoca scattata da Torrita Tiberina ritrae l'imponente colonna di fumo dei treni in fiamme. Dopo il rastrellamento del ghetto di Roma, su richiesta dei partigiani di Roma, il 23 ottobre 1943 nella Valle del Tevere lungo la linea ferroviaria Roma-Firenze, in località ponte della ferrovia del torrente Galantina, durante un'azione partigiana di sabotaggio, Mario Dottori, ribelle originario di Poggio Mirteto, rimase senza vita a causa di una raffica di mitra sparata dai militi nazifascisti di guardia, di notte tradito dal bagliore dei colpi del suo mitra mentre copriva la strada ai suoi 21 compagni della Brigata Stalin formazione Garibaldi. Questi, partiti da Poggio Mirteto, trasportavano 3 casse di tritolo da 300 kg detonatori e micce per rendere impraticabile il ponte ferroviario e bloccare l'asse ferroviario adriatico-tirrenico per i rifornimenti di armenti ai nazifascisti al fronte. A lui è stata intitolata a Poggio Mirteto, Piazza Mario Dottori, prima vittima della resistenza. Successivamente all'ordine del comando supremo del sud di Albert Kesselring al Bunker Soratte, fu pianificato dal capo della RSI fascista di Rieti, Ermanno Di Marciano ed eseguito dal 1. battaglione del 20. reggimento SS-Polizei comandato dallo Sturmbannführer Werner Wilcke, facente parte del gruppo di combattimento «Schanze», con l'appoggio dei fascisti della GNR della 116. legione di Rieti, dietro delazione locale, un brutale rastrellamento il 7 aprile '44 sul Monte Tancia, che culminò con la battaglia partigiana dell'Arcucciola nel comune di Salisano, dove caddero in combattimento i partigiani Bruno Bruni, Franco Bruni, Domenico Del Bufalo, Alberto Di Battista, Giacomo Donati e Giordano Sangalli per consentire la ritirata dei propri compagni. La sera dello stesso giorno i nazifascisti furono responsabili dell'eccidio del monte Tancia, nel comune di Monte San Giovanni dove furono uccise 18 persone civili, tra cui anche donne e bambini, tirati in aria e usati come tiro a bersaglio, incendiate le case, uccisi animali domestici. Sempre contestualmente al rastrellamento del 7 aprile del 1944 furono arrestati dai nazifascisti a Poggio Mirteto, Diego Eusebi partigiano di ritorno nella sua casa dalla battaglia di Bocchignano, Giuseppe De Vito Podestà di Poggio Mirteto arrestato nella propria abitazione perché collaboratore dei partigiani, Giorgio Bonacasata operaio di Torrita Tiberina di 18 anni e Giannantonio Pellegrini Cislaghi studente milanese unitosi ai partigiani, trasportati al carcere di Rieti furono fucilati il 9 aprile 1944 nell'eccidio delle Fosse reatine, alcune abitazioni a Poggio Mirteto vennero date alle fiamme dai tedeschi e dai fascisti. Il 10 giugno 1944 i tedeschi in ritirata annunciarono alla popolazione di Poggio Mirteto ridotta alla fame di poter prendere le derrate alimentari lasciate dalla Wehrmacht nel centro storico di Poggio Mirteto, una volta in trappola un reparto tedesco appostato in una località vicina, Colle Pulcino nel comune di Montopoli di Sabina, dopo un segnale prestabilito dato con due raffiche di mitra sparate in aria, iniziò a cannoneggiare i civili inermi uccidendo 15 persone, una lapide venne posta in ricordo nel 40º anniversario, il 10 giugno 1984 dalla cittadinanza di Poggio Mirteto. Sono molti i libri scritti sull'argomento e le associazioni, oltre che le amministrazioni, ogni anno commemorano l'eccidio e la resistenza partigiana. Dal 1980 si svolge la Maratona del Partigiano da piazza Martiri della Libertà a Poggio Mirteto alla località Arcucciola nel comune di Salisano sul Monte Tancia. È stato istituito grazie alla sezione ANPI "Mario Dottori" di Poggio Mirteto e il circolo Arci locale, il Museo diffuso della Resistenza.
Lapide commemorativa:
DEL CANNONEGGIAMENTO TEDESCO DEL 10-6-1944 IN POGGIO MIRTETO

ALEANDRI CASIRGO DI ANNI 50 COMMERCIANTE, BIANCO PASQUALE 26 BRACCIANTE, BRUZZICHESI LUIGI 70 AGRICOLTORE, CUCCHI AGENORE 35, COMMERCIANTE, DOTTORI JOLANDA 30 CASALINGA, FABIANI BERNARDINA 44 CASALINGA, GIULIANI GIOVANNI 47 COMMERCIANTE, ISERNIA GIUSEPPE 47 BRACCIANTE, ISERNIA VINCENZO 15 STUDENTE, LAUTIZI UMBERTO 39 MECCANICO, LOMBARDINI SERGIO 14 STUDENTE, MARTINI GIOVANNI 49 FOTOGRAFO,MATTELON CAMILLO 86 PENSIONATO, STOPPONI EDELWEISS 18 OPERAIA
VITTIME DELLO SCOPPIO DI ORDIGNI ESPLOSIVI TEDESCHI

CHIARALUCE TULLIO NICOLA DI ANNI 17 CONTADINO, FIORINI MARIO 22 RAGIONIERE, MAZZOLI ENRICO 18 CONTADINO, POLIDORI MARIO 9 STUDENTE, POLIDORI FRANCESCO NELLO 4, PAPI RENATO 6, PUCCIANTI ANGELO 83 CONTADINO, GIANNINI DONNINO 8 STUDENTE, TOSONI PIO 43 CONTADINO
LA CITTADINANZA DI POGGIO MIRTETO NEL 40° ANNIVERSARIO 10 GIUGNO 1984»

### Epoca contemporanea
Con Decreto legislativo del 07.09.2012 n. 155 e n.156 è stata soppressa la sede del Tribunale di Poggio Mirteto, sottoprocura della Repubblica del circondario di Rieti, distretto della Corte d'appello di Roma, che comprendeva diversi comuni della Provincia di Rieti e della Città metropolitana di Roma Capitale nella Valle del Tevere, ora passati alla competenza territoriale della Procura della Repubblica presso il Tribunale di Rieti.

### Simboli

Gonfalone civico

Al centro dello scudo è rappresentata una torre merlata, completa di portale d'accesso e finestra, collocata su tre poggi; il tutto è circondato dal mirto, l'arbusto sempreverde che caratterizza ancora oggi la campagna del paese e che ne è diventato il simbolo.
Il gonfalone è un drappo partito di bianco e di rosso.

## Monumenti e luoghi d'interesse

### Architetture religiose
- Cattedrale dell'Assunta

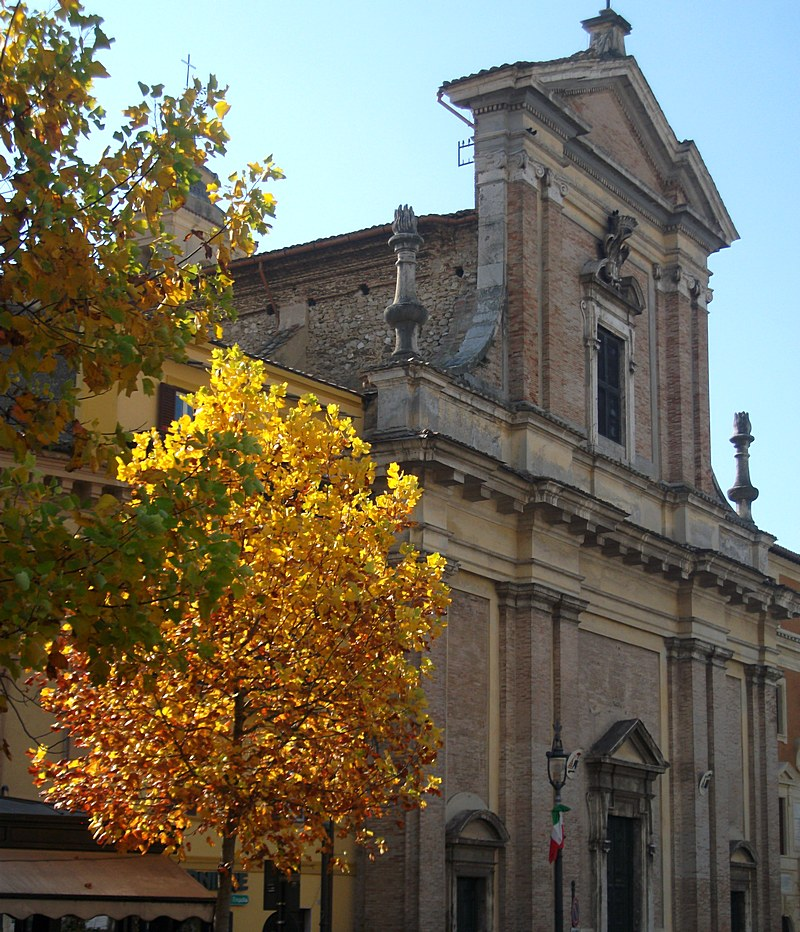
Cattedrale dell'Assunta

Dopo aver percorso un viale di platani si accede all'ottocentesca Piazza Martiri della Libertà sulla quale si affacciano la cattedrale dell'Assunta, realizzata tra il 1641 ed il 1725, con facciata in cotto ed interno a tre navate, con tele raffiguranti una Madonna in trono con bambino, un Transito di San Giuseppe e il Battesimo di Cristo, e la Chiesa di San Rocco dalle linee baroccheggianti, ultimata nell'anno 1779.
- Chiesa di San Paolo del XIII secolo

A poca distanza dalla grande piazza sorge la bella Chiesa di San Paolo risalente al XIII secolo con una torre campanaria che presenta due livelli di bifore. L'interno a navata unica presenta quattro archi a sesto acuto e notevoli affreschi che vanno dal Duecento al Cinquecento, di cui i più importanti si trovano nel vano absidale, nella controfacciata e nella terza campata a sinistra.
Gli affreschi nell'abside con la Conversione di San Paolo, l'Incoronazione di Maria e le figure di Salomone, Isaia, San Pietro e San Paolo, sono stati dipinti nel 1521 da Lorenzo Torresani. Oltre a questi sono l'affresco con l'Incoronazione del cavaliere coronato con un'iscrizione in antico dialetto umbro e gli affreschi del ciclo dei Bianchi.
- Convento di San Valentino del XIV secolo nell'omonima località
- Santuario Madonna della Misericordia XVIII secolo nell'omonima località
- Chiesa di San Cosimo su colle omonimo, in stato di abbandono

### Architetture civili
Porta Farnese
In asse con la Chiesa di San Rocco, sul lato opposto, si trova la Porta Farnese, rinascimentale con arricchimenti barocchi che introduce al nucleo medievale di Poggio Mirteto, il Borgo antico che il Marocco ebbe a definire graziosissimo, ritenendo anche di dover evidenziare la particolarità, già in quegli anni, della grande Piazza, misurandone la lunghezza, dal Borgo alla gradinata della Chiesa di San Rocco, in circa 840 palmi romani.

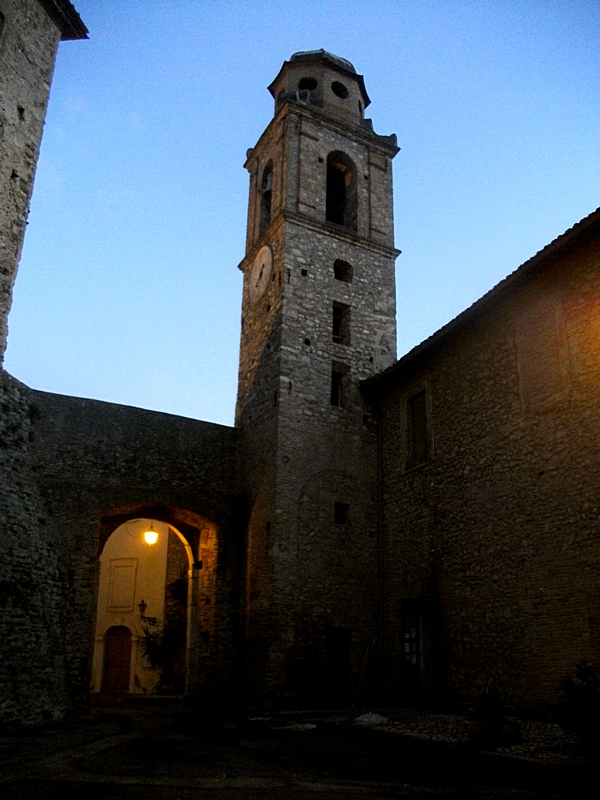
Torre dell'Orologio
Oltrepassata la Porta Farnese si apre un suggestivo scorcio sulla Torre dell'Orologio della metà del Cinquecento, custodisce le campane, originariamente appartenenti alla Chiesa di San Paolo del XIII secolo, sulle quali è incisa la data dell'anno 1290. Sulla destra si trova la Chiesa di San Giovanni Decollato, risalente al Seicento, costruita dall'Architetto Angelo Savi, e l'imponente mole del Palazzo Episcopale. Oltre la Torre dell'Orologio si trova la ex Chiesa della SS. Trinità del XV secolo, oggi Sala Farnese. Proseguendo, attraverso vicoli, archi e piazzette, si giunge ad un'altra imponente porta di accesso al nucleo medievale detta "Porta di Sotto" dalla quale si può ammirare un ampio panorama sulla Valle del Tevere ed il Monte Soratte.

### Archeologia industriale

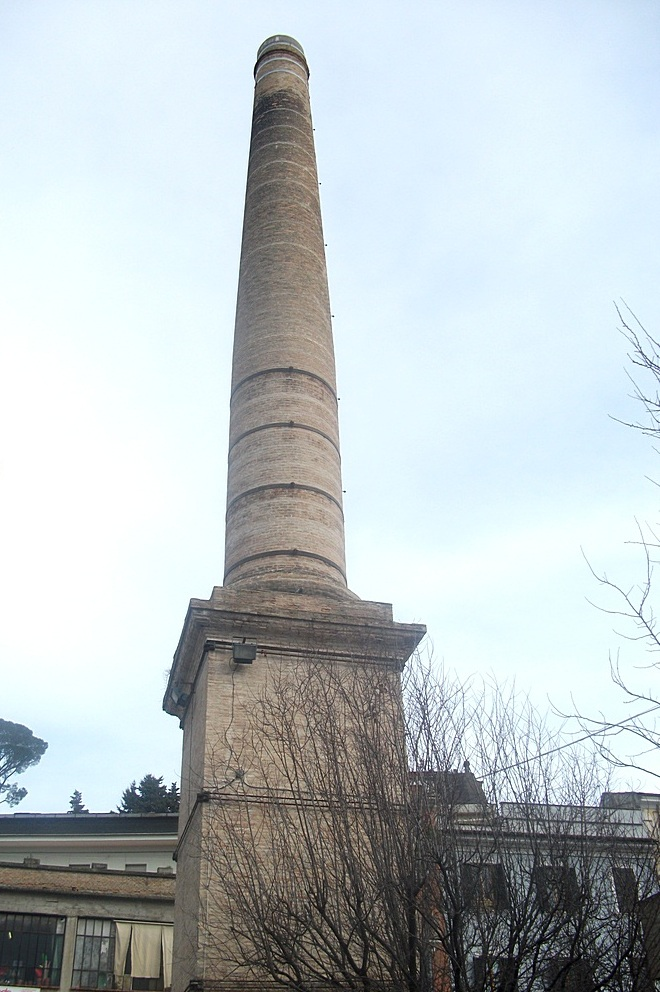
La vetreria dei primi dell'Ottocento

Ex vetreria dei primi dell'Ottocento
Risalendo verso la grande piazza si può notare, in Piazza della Vetreria, la ciminiera che assieme a altri edifici limitrofi rappresenta tutto ciò che resta della grande vetreria dei primi dell'Ottocento, la prima di carattere industriale che fu costruita in Italia. Di questa importante "fabbrica di cristalli" Giuseppe Marocco scrive che "l'opificio di cristalli" suscitava "l'ammirazione dei colti stranieri e degli artisti" e, aggiungeva, in essa ogni sorta di cristalli si fanno con eccellenza.

### Siti archeologici
In passato, nel territorio di Poggio Mirteto sono stati documentati da parte del prof. Ercole Nardi (1885) molti ruderi d'epoca romana, tra cui i ruderi delle terme sul fosso di Volpignano, i ruderi delle Prata nelle Ferrare, i ruderi di Monte Vascello e resti più ragguardevoli come quelli situati nella frazione di San Valentino, consistenti in resti di due ville di epoca romana, una delle quali attribuita a Marco Terenzio Varrone (chiamata anche Casoni) e l'altra è la Villa romana dei Bagni di Lucilla da un'iscrizione rinvenuta nel sito archeologico, dalla quale proviene il pregevole mosaico di una Diana Efesina o Diana di Efeso. Tale mosaico rinvenuto nel 1801 e trasportato poi al museo Chiaromonti nei Musei Vaticani. Altri siti archeologici sono Castellacce di Montorso (che anticamente era un ricco abitato situato in una zona fertile sulle rive del Tevere dove era presente anche un porto), Selva Marcigliana (dove oltre a dei ruderi di un abitato è presente un monumento che commemora una battaglia datato tra tardo impero romano e alto medioevo) e valle del lago (tra Poggio Mirteto e Poggio Catino)

### Aree naturali

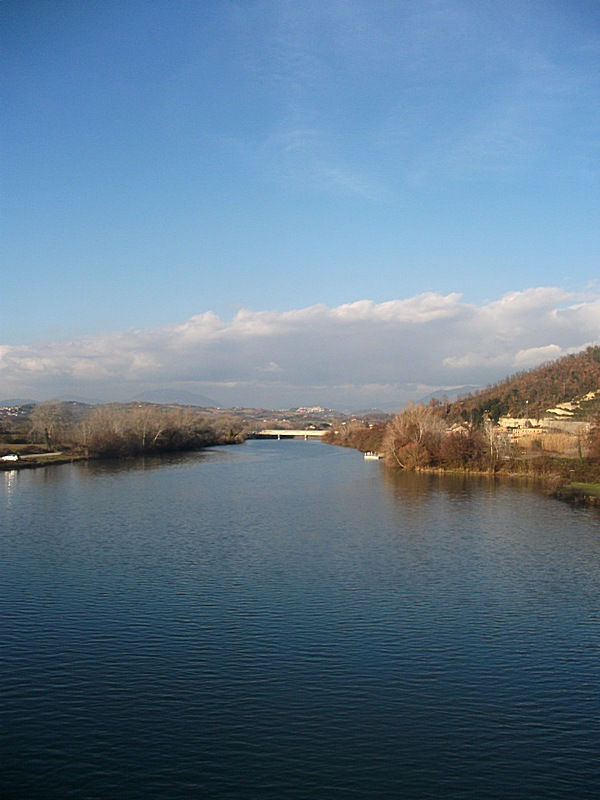
Il Tevere verso Poggio Mirteto scalo, dal Ponte di Montorso nel comune di Torrita Tiberina.

Il fiume Tevere scorre nel territorio di Poggio Mirteto a circa 4 km dal centro abitato, ai confini della Riserva naturale di Nazzano, Tevere-Farfa.

## Società

### Evoluzione demografica

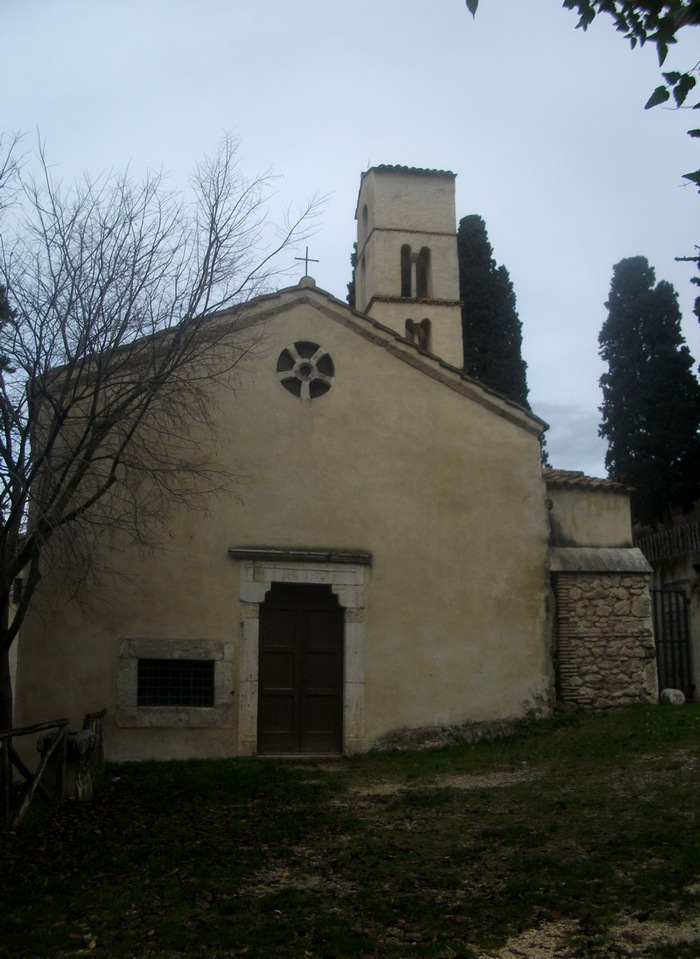
Chiesa di San Paolo del XIII secolo

Abitanti censiti

### Tradizioni e folclore
- Carnevale di Poggio Mirteto, detto anche Carnevalone poggiano, che nel 2019 ha raggiunto la 157ª edizione. Una festa dal tipico colore anticlericale e chiaramente connotata politicamente è il Carnevalone Liberato, festa di liberazione dallo Stato Pontificio. La festa si svolge la prima domenica di quaresima.

## Cultura

### Istruzione
- Istituto comprensivo "Bassa Sabina" (3 plessi);
- Polo Didattico comprendente liceo scientifico-linguistico pedagogico- tecnologico, scienze sociali e istituto commerciale- turistico - geometri- meccanico- moda oltre a formazione professionale regionale

#### Biblioteche
- Biblioteca Comunale "Peppino Impastato", nell'ex palazzo della Pretura

### Eventi
- "Rassegna Cinematografica del grande Cinema italiano" Parco San Paolo, Poggio Mirteto. Manifestazione consolidata, la rassegna cinematografica si svolge ogni estate nella suggestiva cornice del Parco San Paolo adiacente all'omonima chiesa trecentesca. La rassegna, accompagnata da eventi enogastronomici, dura circa 15 giorni e si conclude con l'assegnazione del premio il Mirto d'Oro. Visti gli insuccessi degli ultimi anni, quella del 2022 è stata l'ultima edizione della rassegna.
- Carnevalone Liberato: è un carnevale che si svolge la prima domenica di quaresima, tradizionalmente legato a fatti storici realmente accaduti nella seconda metà dell'Ottocento. Tale festa deriva dalla rivolta popolare del 24 febbraio 1861 che portò alla liberazione di Poggio Mirteto dallo Stato Pontificio. Quando la delegazione degli operai di Poggio Mirteto si recò dal marchese Gioacchino Napoleone Pepoli per chiedere l'annessione al futuro Regno d'Italia, il Commissario Generale dell'Umbria propose di premiare la cittadina facendo passare per Poggio Mirteto la tratta ferroviaria Roma-Orte. Ma la popolazione chiese invece che fosse celebrata ogni anno la festività della liberazione dallo Stato Pontificio. Il carnevale anticlericale si tenne fino alla firma dei Patti Lateranensi nel 1929, quando il Fascismo decise di sopprimerlo, nell'ambito della più generale politica di alleanza col Vaticano. Il Carnevalone Liberato fu ripristinato nel 1977 ed ha conservato il suo carattere prevalentemente anticlericale.

## Economia

### Agricoltura
Poggio Mirteto è, da sempre, un territorio produttore di ottimo olio e fa parte del consorzio dell'olio Sabino DOP. Ciò nonostante questa tradizione è in crisi per il declino produttivo della tipologia più presente e pregiata del territorio, ovvero l'olivo carboncella e a ciò si deve aggiungere il frazionamento dei terreni ed i costi divenuti elevati per il mantenimento di appezzamenti che sono diventati piccoli per assicurare del reddito. In passato è stata molto praticata la bachicoltura, grazie ai gelsi molto presenti sul territorio. Infine è rilevante il numero di vigneti.

### Artigianato
Tra le attività economiche più tradizionali, diffuse e rinomate vi sono quelle artigianali, come la produzione di mobili in stile.

### Industria
In passato sono state innumerevoli le botteghe e le industrie sul territorio: officine meccaniche e fabbri, mulini, fabbriche di gazzosa, fabbriche di molazze e attrezzi agricoli, mattatoi, lanifici, pastifici, vetrerie e fornaci. Oggi è presente la zona industriale, in località Capacqua, e la fabbrica di betonelle.

### Servizi
Dagli anni '70 il settore terziario ha superato quello agricolo e industriale sia per il commercio che per i servizi pubblici.

## Infrastrutture e trasporti

### Strade
- SP n. 48 "di Finocchieto" percorribile dal centro storico di Poggio Mirteto in direzione nord.
- SS 313 ternana attraversa il territorio comunale nei pressi di Poggio Mirteto Scalo collega Terni-Passo Corese.
- SP n. 42 "Mirtense" collega il comune di Poggio Mirteto alla SS 4.
- SP n. 46 "Via Tancia" collega il comune di Poggio Mirteto a Rieti.
- SP 15/a Via Tiberina innesto di Poggio Mirteto scalo direzione Roma Prima Porta.

### Ferrovie

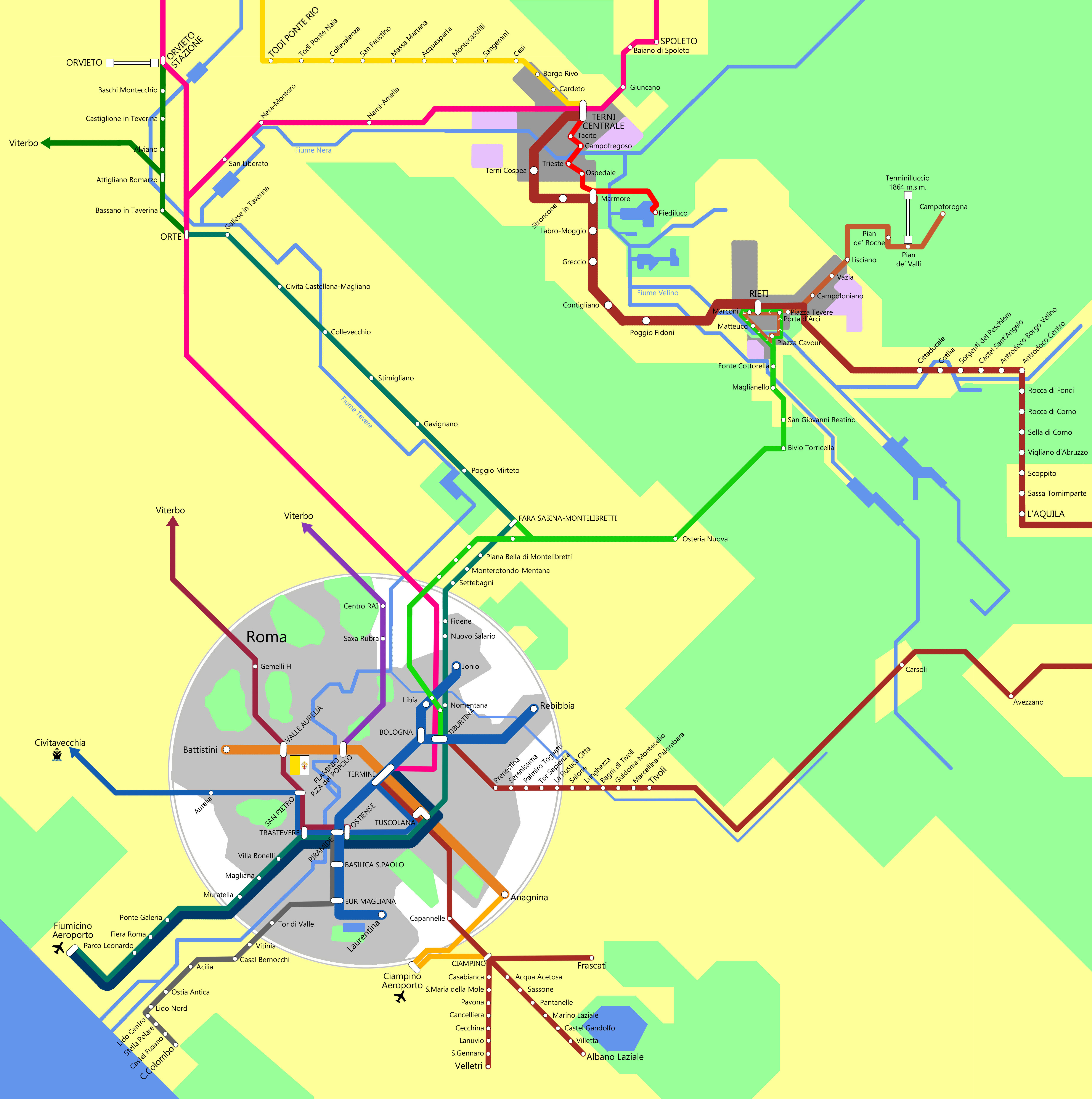
Rete dei trasporti del settore nord-est dell'area metropolitana di Roma

La stazione di Poggio Mirteto, posta lungo la ferrovia Roma-Firenze si trova nella frazione di Poggio Mirteto Scalo, a circa 8 km dal centro storico di Poggio Mirteto. Su di essa opera il servizio metropolitano della linea regionale FL1 che unisce Poggio Mirteto a Roma attraverso la linea Orte-Fiumicino aeroporto; i treni effettuano numerose fermate nella città di Roma, alcune delle quali collegate con le linee della metropolitana A B e C.

### Mobilità urbana
Poggio Mirteto è servito da 7 linee di Servizio Urbano che uniscono i principali luoghi della città con le frazioni, la stazione ferroviaria di Poggio Mirteto Scalo.

### Distretto telefonico
In riferimento al comune di Poggio Mirteto è stata coniata la toponomastica del distretto telefonico tiberino, detto distretto di Poggio Mirteto o Mirtense in relazione al prefisso telefonico 0765 che comprende diversi comuni della Provincia di Rieti e della Città metropolitana di Roma, nella Valle del Tevere.

## Amministrazione
Sindaci dal 1945:

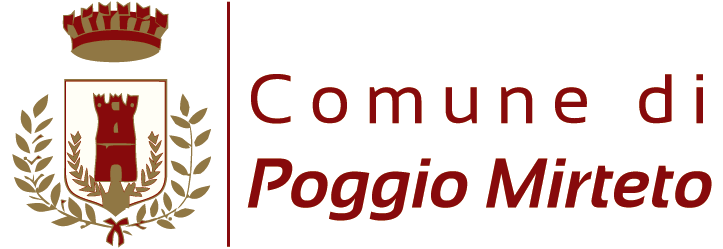
Nuovo logo di Poggio Mirteto dall'anno 2015

1946-1947 Giovanni Bignami - Partito Socialista Italiano
1948-1951 Giovanni Neroni - Partito Comunista Italiano
1951-1953 Aldo Pocobelli - Partito Comunista Italiano
1953-1956 Domenico Del Bufalo - Partito Comunista Italiano
1956 Giovanni Bignami - Partito Socialista Italiano
1962 Franco Coccia - Partito Comunista Italiano
1964-1969 Marcello Cosentino - lista "Vanga e Stella"
1969 Gilberto Mazzoncini - lista Progresso Mirtense (centro-sinistra)

1976-1985 - Lanfranco Santini PSI-PCI 
| Periodo | Periodo   | Primo cittadino     | Partito                                                                     | Carica  | Note                                                                                   |
| ------- | --------- | ------------------- | --------------------------------------------------------------------------- | ------- | -------------------------------------------------------------------------------------- |
| 1985    | 1989      | Lanfranco Santini   | DC - PSI - PRI                                                              | Sindaco |                                                                                        |
| 1989    | 1990      | Edilio Proietti     | DC - PSI - PRI                                                              | Sindaco |                                                                                        |
| 1990    | 1995      | Pasqualino Carconi  | PDS - PSI                                                                   | Sindaco |                                                                                        |
| 1995    | 2004      | Giuseppe Rinaldi    | lista civica "Solidarietà e progresso" Centro Sinistra                      | Sindaco |                                                                                        |
| 2004    | 2009      | Fabio Refrigeri     | lista civica "Solidarietà e progresso" Centro Sinistra                      | Sindaco |                                                                                        |
| 2009    | 2013      | Fabio Refrigeri     | lista civica "Solidarietà e progresso Poggio democratica" Centro Sinistra   | Sindaco | in seguito alle sue dimissioni è stato sostituito dal vice sindaco Romano Renato Renzi |
| 2014    | 2024      | Giancarlo Micarelli | lista civica "Solidarietà e progresso, patto per la Sabina" Centro Sinistra | Sindaco |                                                                                        |
| 2024    | in carica | Andrea Arcieri      | lista civica "CambiaMenti"                                                  | Sindaco |                                                                                        |

### Gemellaggi
- Canéjan[57]

### Altre informazioni amministrative
- Fa parte della Comunità montana "Sabina" e dell'Unione dei Comuni della Bassa Sabina

## Sport

### Atletica leggera
- UISP Atletica Sabina.[58]
- Sabina Marathon Club.[58]

### Calcio
- Poggio Mirteto Calcio, che milita in Promozione laziale e, dal 2023, dispone del campo sportivo "Valletonda" con manto in erba sintetica. I suoi colori sono rosso e bianco.